# 措利孔
措利孔（德語：Zollikon）是瑞士联邦苏黎世州迈伦区的市镇。该市镇面积为7.84平方千米，海拔高度473米，2018年12月31日人口数为13,008。

## 外部連結
- 措利孔官方网站 （德文）